# Leichtathletik-Länderkämpfe mit bundesdeutscher Beteiligung 1976
| Leichtathletik-Länderkämpfe mit bundesdeutscher Beteiligung 1976 | Leichtathletik-Länderkämpfe mit bundesdeutscher Beteiligung 1976 | Leichtathletik-Länderkämpfe mit bundesdeutscher Beteiligung 1976 | Leichtathletik-Länderkämpfe mit bundesdeutscher Beteiligung 1976 |
| ---------------------------------------------------------------- | ---------------------------------------------------------------- | ---------------------------------------------------------------- | ---------------------------------------------------------------- |
|                                                                  |                                                                  |                                                                  |                                                                  |
| 1. Länderkampf 1976, Zehnkampf (Männer): URS – FRG               |                                                                  |                                                                  |                                                                  |
| Sotschi 15./16. Mai 1976                                         | Sotschi 15./16. Mai 1976                                         | 1. URS 2. FRG                                                    | 54.072 P 50.688 P                                                |
| 2. Länderkampf 1976, Fünfkampf (Frauen): URS – FRG               |                                                                  |                                                                  |                                                                  |
| Sotschi 15./16. Mai 1976                                         | Sotschi 15./16. Mai 1976                                         | 1. URS 2. FRG                                                    | 22.469 P 20.722 P                                                |
| 3. Länderkampf 1976, Geher (Männer): FRG – SWE – HUN             |                                                                  |                                                                  |                                                                  |
| Rhede 23. Mai 1976                                               | Rhede 23. Mai 1976                                               | 1. HUN 2. FRG 3. SWE                                             | 39 P 32 P 21 P                                                   |
| 4. Länderkampf 1976, Geher (Frauen): FRG – SWE                   |                                                                  |                                                                  |                                                                  |
| Rhede 23. Mai 1976                                               | Rhede 23. Mai 1976                                               | 1. SWE 2. FRG                                                    | 76 P 6 P                                                         |
| 5. Länderkampf 1976, Männer: FRG – URS                           |                                                                  |                                                                  |                                                                  |
| München 29./30. Mai 1976                                         | München 29./30. Mai 1976                                         | 1. URS 2. FRG                                                    | 231 P 197 P                                                      |
| 6./7. Länderkampf 1976, Frauen: FRG – URS / FRG – BGR            |                                                                  |                                                                  |                                                                  |
| München 29./30. Mai 1976                                         | München 29./30. Mai 1976                                         | 1. URS 2. FRG                                                    | 148 P 115 P                                                      |
| München 29./30. Mai 1976                                         | München 29./30. Mai 1976                                         | 1. FRG 2. BGR                                                    | 76 P 58 P                                                        |
| 8. Länderkampf 1976, Geher (Männer): FRG – GBR                   |                                                                  |                                                                  |                                                                  |
| Salzgitter 6. Juni 1976                                          | Salzgitter 6. Juni 1976                                          | 1. FRG 2. GBR                                                    | 25 P 19 P                                                        |
| 9. Länderkampf 1976, Zehnkampf (Männer): FRG – FIN               |                                                                  |                                                                  |                                                                  |
| Dortmund 6./7. Juni 1976                                         | Dortmund 6./7. Juni 1976                                         | 1. FRG 2. FIN                                                    | 23.984 P 22.759 P                                                |
| 10. Länderkampf 1976, Marathon (Männer): CSK – FRG – FRA – ITA   |                                                                  |                                                                  |                                                                  |
| Otrokovice 12. Juni 1976                                         | Otrokovice 12. Juni 1976                                         | 1. ITA 2. FRA 3. FRG 4. CSK                                      | Pzf. 45 Pzf. 73 Pzf. 75 Pzf. 107                                 |
| 11. Länderkampf 1976, Männer: SUI – FRG                          |                                                                  |                                                                  |                                                                  |
| Zürich 9./10. Juli 1976                                          | Zürich 9./10. Juli 1976                                          | 1. FRG 2. SUI                                                    | 116 P 78 P                                                       |
| 12. Länderkampf 1976, Frauen: SUI – FRG                          |                                                                  |                                                                  |                                                                  |
| Zürich 9./10. Juli 1976                                          | Zürich 9./10. Juli 1976                                          | 1. FRG 2. SUI                                                    | 65 P 38 P                                                        |
| 13. Länderkampf 1976, Straßenlauf (Männer): SUI – FRG – NLD      |                                                                  |                                                                  |                                                                  |
| Ebikon 4. September 1976                                         | Ebikon 4. September 1976                                         | 1. SUI 2. FRG 3. NLD                                             | 8:04:51,8 h 8:08:51,2 h 8:15:57,2 h                              |
| 14. Länderkampf 1976, Männer: BEL – FRG – NLD                    |                                                                  |                                                                  |                                                                  |
| Brüssel 18. Juli 1976                                            | Brüssel 18. Juli 1976                                            | 1. FRG 2. BEL 3. NLD                                             | 166 P 153 P 107 P                                                |
| Chronik                                                          |                                                                  |                                                                  |                                                                  |
| ← Länderkämpfe 1975                                              | ← Länderkämpfe 1975                                              | Länderkämpfe 1977 →                                              | Länderkämpfe 1977 →                                              |

Im Jahr 1976 wurden vierzehn Leichtathletikländerkämpfe mit bundesdeutscher Beteiligung in dreizehn Veranstaltungen ausgetragen. Das waren noch einmal weniger Ländervergleiche als in den letzten Jahren. Die größte Anzahl von 27 Begegnungen hatte es 1974 gegeben. Weniger Länderkämpfe als 1976 hatten mit zehn Aufeinandertreffen zuletzt 1970 stattgefunden. Die etwas geringere Anzahl von Ländervergleichen im Jahr 1976 war unter anderem auch der Austragung der Olympischen Spiele geschuldet. Der Fokus war in dieser Saison ganz besonders auf diesen Jahreshöhepunkt ausgerichtet.
Nicht berücksichtigt sind der sogenannte „Lugano-Cup“, ein Weltcup der Geher unter dem Dach des Weltleichtathletikverbands (früher: IAAF), sowie der ab 1965 unter Regie des Europäischen Leichtathletikverbands durchgeführte Leichtathletik-Europacup. Hier handelt es sich um Veranstaltungen, die als eigene Wettbewerbe ähnlich wie auch der Leichtathletik-Continentalcup (ab 1977) und der Geher-Europacup (ab 1996) außerhalb der üblichen Länderkämpfe durchgeführt wurden.
Aufgeführt sind hier die Länderkämpfe bundesdeutscher Leichtathleten. Die Sportler der DDR führten nach der deutschen Teilung im Jahr 1949 eigene Veranstaltungen durch.
Sechs der Vergleiche in dieser Saison bestanden aus dem allgemeinen leichtathletischen Programm. In den anderen acht Begegnungen standen die Wettbewerbsbereiche Mehrkampf, Gehen, Straßenlauf und Marathonlauf auf dem Programm. Die Frauen bestritten fünf Vergleiche in vier Veranstaltungen, die Männer neun Vergleiche in neun Veranstaltungen.
Von den Frauenbegegnungen fand eine im Fünfkampf und eine im Gehen statt, die anderen drei mit einer Mischung allgemeiner leichtathletischer Disziplinen.
Zwei der Männerbegegnungen wurden von den Gehern bestritten, ebenfalls zwei von den Zehnkämpfern sowie je einer von den Straßen- und Marathonläufern. Die restlichen drei Aufeinandertreffen der Männer fanden als Veranstaltungen allgemeiner leichtathletischer Disziplinen statt.

## Saisonhöhepunkt
Internationaler Höhepunkt für die Leichtathletik waren in dieser Saison die Olympischen Spiele. Die Leichtathletikwettbewerbe dort wurden vom 23. bis 31. Juli im kanadischen Montreal ausgetragen. Die bundesdeutschen Leichtathleten errangen neun Medaillen, davon eine goldene, und belegten damit nur den siebten Platz hinter der DDR, den USA, der Sowjetunion, Polen, Finnland und Kuba.

## Bilanz
In der Saison 1976 gab es für die bundesdeutschen Männer in ihren neun Länderkämpfen fünf Niederlagen:
- Zehnkampf-Länderkampf gegen die Sowjetunion am 15./16. Mai in Sotschi
- Geher-Länderkampf gegen Schweden und Ungarn am 23. Mai in Rhede (Platz zwei hinter Ungarn)
- Leichtathletik-Länderkampf gegen die Sowjetunion am 29./30. Mai in München
- Leichtathletik-Länderkampf gegen die Tschechoslowakei, Frankreich und Italien am 12. Juni im tschechoslowakischen Otrokovice (Platz drei hinter Italien und Frankreich)
- Straßenlauf-Länderkampf gegen die Schweiz und die Niederlande am 4. September in Ebikon, Schweiz (Platz zwei hinter der Schweiz)

Die weiteren vier Männerbegegnungen entschieden die bundesdeutschen Athleten für sich.
Damit wiesen die Männer zum ersten Mal in ihrer Länderkampfgeschichte seit 1921 eine negative Jahresbilanz auf. Am Ende der Saison hatten sie in ihren nun insgesamt 327 Vergleichen 249 Siege und drei Unentschieden erzielt sowie 75 Niederlagen erlitten.
Die Frauen mussten drei Niederlagen hinnehmen.
- Fünfkampf-Länderkampf gegen die Sowjetunion am 15./16. Mai in Sotschi
- Geher-Länderkampf gegen die Schweden am 23. Mai in Rhede
- Leichtathletik-Länderkampf gegen die Sowjetunion am 29./30. Mai in München

Die weiteren beiden Frauenbegegnungen entschieden die bundesdeutschen Athletinnen für sich und wiesen damit wie ihre männlichen Kollegen eine negative Jahresbilanz auf – allerdings nicht zum ersten Mal in ihrer Länderkampfgeschichte seit 1928.
Damit hatten die deutschen Frauen seit 1928 in nun 120 Aufeinandertreffen jetzt insgesamt 88 Siege errungen, ein Unentschieden erzielt und 31 Niederlagen hinnehmen müssen.
In der Gesamtsumme aller ihrer Länderkämpfe hatten die deutschen Leichtathleten von 447 Vergleichen 337 gewonnen, 106 verloren und vier Unentschieden erzielt. Achtzehn der Niederlagen stammten dabei aus siebzehn zweiten Plätzen und einem dritten Rang in Begegnungen mit mehr als zwei Nationen.

## Verschiedene Formen von Länderkämpfen
Es gab weiterhin sechs verschiedene Arten von Länderkämpfen:
1. Vergleiche mit einer Mischung von Disziplinen aus dem allgemeinen leichtathletischen Programm
Jede Nation war in der Regel mit zwei Athleten je Disziplin vertreten. Bei den Männern waren hier zwanzig Wettbewerbe zum Standard geworden. Aus dem olympischen Wettbewerbskatalog fehlten dabei in der Regel nur der Marathonlauf, die beiden Gehwettbewerbe und der Zehnkampf. Der Länderkampfdisziplinkatalog bei den Frauen hatte bis 1968 standardmäßig aus elf Disziplinen bestanden und war mit den damals bei Olympischen Spielen angebotenen Frauenwettbewerben identisch. Von 1969 an gab es hier Veränderungen: (1) Mit dem 1500-Meter-Lauf sowie der 4-mal-400-Meter-Staffel wurden zwei neue Wettbewerbe, die bei den Europameisterschaften 1969 in das Programm aufgenommen worden waren, mit in den Katalog der Frauenländerkämpfe integriert. Damit erhöhte sich die Zahl der Disziplinen auf dreizehn. (2) Der 80-Meter-Hürdenlauf war ab 1969 überall durch den 100-Meter-Hürdenlauf ersetzt worden. Das war auch bei den Länderkämpfen der Fall. Neu hinzu kam nun manchmal auch ein Rennen über 3000 Meter, eine Strecke, die erst 1984 olympisch wurde und dann in Angleichung an das Männerprogramm 1996 durch den 5000-Meter-Lauf abgelöst wurde. In seltenen Fällen gab es in Länderkämpfen sowohl bei den Frauen als auch bei den Männern Abweichungen vom Standard in Form von Hinzunahme oder Weglassen einzelner Disziplinen.
2. Vergleiche im Mehrkampf – bei den Frauen im Fünfkampf, bei den Männern im Zehnkampf
Die Zahl der Vertreter je Land war dabei nicht standardisiert. In der Regel wurden von den gestarteten Teilnehmern nicht alle gewertet. Bei vier Vertretern je Disziplin beispielsweise wurden meist die drei Besten gewertet.
3. Vergleiche der Geher
Diese Begegnungen wurden bei den Männern in Form von Straßengehen ausgetragen. Es kamen zwei Disziplinen zur Austragung, ein Wettkampf über 20 Kilometer und ein Wettkampf über eine längere Distanz, die manchmal über 35 und manchmal über 50 Kilometer führte.
In diesem Jahr kam das Gehen auch für die Frauen ins Programm. Ausgetragen wurde dabei ein Wettbewerb über 5000 Meter, 1976 auf der Straße, in nachfolgenden Jahren auch auf der Bahn. Das Gehen für Frauen stand erst ganz am Anfang seiner Entwicklung, diese Sportart musste sich im Frauenbereich noch durchsetzen. Bei Olympischen Spielen gab es 1992 in Barcelona zum ersten Mal einen Geher-Frauenwettbewerb, bei Europameisterschaften war das 1986 in Stuttgart zum ersten Mal der Fall.
Bezüglich der Teilnehmerzahl je Land und Wettbewerb wurde verfahren wie in den Mehrkämpfen.
4. Vergleiche im Straßenlauf
Ausgetragen wurde ein Rennen über dreißig Kilometer. Auch hier wurde bezüglich der Teilnehmerzahl je Land verfahren wie in den Mehrkämpfen.
5. Vergleiche im Marathonlauf.
Bezüglich der Teilnehmerzahl je Land wurde hier ebenfalls verfahren wie in den Mehrkämpfen.
6. Vergleiche mit den alleinigen Disziplinen SprungWurf/Stoß.
In diesem Jahr wurde wie auch schon 1975 diese Form von Länderkampf nicht ausgetragen.

## Austragungsform und Wertungsmodus
In der Vergangenheit wurden Länderkämpfe mit dem allgemeinen leichtathletischen Programm in der Regel mit zwei Vertretern pro Land und Disziplin durchgeführt. In einigen Vergleichen wurden wie schon in den Jahren zuvor drei Teilnehmer je Land und Wettbewerb eingesetzt. Die Regeln zur Punktevergabe wurden dabei durchgängig so angewendet, dass der Letztplatzierte einen Punkt erhielt, die weiteren Athleten in den Platzierungen jeweils aufwärts bis hin zu Rang zwei einen Punkt mehr. Der Erstplatzierte bekam zwei Punkte mehr gutgeschrieben als der Athlet auf Platz zwei. Für Länderkämpfe mit zwei Vertretern je Land und Disziplin bedeutete das: Platz 1: 5 P, Pl. 2: 3 P, Pl. 3: 2 P, Pl. 4: 1 P. Bei drei Vertretern je Land und Disziplin ergab sich folgende Punktevergabe: Platz 1: 7 P, Pl. 2: 5 P, Pl. 3: 4 P, Pl. 4: 3 P, Pl. 5: 2 P, Pl. 6: 1 P. Für die Staffeln gab es durchgängig fünf zu zwei Punkte.
Die Regeln zur Punktevergabe wurden ohne Ausnahme nach diesem standardisierten Wertungssystem angewendet. In weiteren Begegnungen mussten aufgrund anderer Rahmenbedingungen – mehr als zwei Teilnehmer je Nation in der Wertung oder mehr als ein Gegnerland – andere Regeln zur Punktevergabe zur Anwendung kommen. In den Mehrkämpfen wurden die Begegnungen entweder wie in anderen Begegnungen über die Platzierungen oder die Addition der im Wettkampf erzielten Punkte gewertet. Ähnlich wurde in den Straßenlauf-Länderkämpfen verfahren. Dort wurde entweder über die Platzierungen oder über die Addition der erzielten Zeiten gewertet.

## Zahl der Länderkämpfe
In diesem Jahr gab es nur noch eine Veranstaltung, in denen drei Nationen antraten, die jedoch nicht gemeinsam wie in einem Dreiländerkampf, sondern getrennt in Länderkämpfen mit je zwei Nationen gewertet wurden. So kommen in der Zählung in diesem Jahr insgesamt vierzehn Länderkämpfe bei dreizehn Veranstaltungen zustande.

## Zehnkampf-Länderkampf der Männer gegen die Sowjetunion
Den ersten Länderkampf dieser Saison bestritten wie im Vorjahr die Zehnkämpfer, die allerdings nun nicht auf Rumänien, sondern auf die Sowjetunion trafen. Früh in der Saison am 15./16. Mai wurde diese Begegnung im südrussischen Sotschi als neuntes Aufeinandertreffen der beiden Länder in einem Zehnkampf ausgetragen. Die Zwischenbilanz lautete sechs zu zwei für die UdSSR. Der DLV trug diesen Länderkampf mit einer B-Mannschaft aus, weil am selben Termin im österreichischen Götzis eine Olympia-Ausscheidung der Mehrkämpfer stattfand. Am Ende musste sich das bundesdeutsche B-Team mit 50.688 zu 54.072 Punkten wieder geschlagen geben, dabei fiel die Niederlage diesmal besonders hoch aus. Auch die Mehrkämpferinnen der beiden Länder trafen sich am selben Termin in Sotschi zu einem eigenen Vergleich.

## Fünfkampf-Länderkampf der Frauen gegen die Sowjetunion
Im zweiten Vergleich dieses Jahres traten die bundesdeutschen Fünfkämpferinnen wie ihre männlichen Mehrkampfkollegen am 15./16. Mai in Sotschi gegen die Sowjetunion an. Sieben Begegnungen zwischen diesen Teams hatte es zuvor gegeben, vier hatte die Sowjetunion gewonnen, drei die Bundesrepublik Deutschland. Wegen der Mehrkampf-Olympia-Ausscheidung in Götzis zum selben Termin war das bundesdeutsche Team durch eine Zweitbesetzung vertreten. So waren die bundesdeutschen Athletinnen in Sotschi chancenlos und mussten mit 20.722 zu 22.469 Punkten wie auch die Zehnkämpfer eine Niederlage hinnehmen, sodass sich die Bilanz auf drei zu fünf verschlechterte.

## Geher-Länderkampf der Männer gegen Schweden und Ungarn
Im dritten Länderkampf des Jahres waren die Geher an der Reihe. Am 23. Mai wurde in Rhede zum ersten Mal ein Dreiervergleich zwischen Deutschland, Schweden und Ungarn ausgetragen. Mit den Schweden hatte es zuvor bereits vierzehn Zweiländervergleiche der Geher gegeben, von denen Deutschland acht gewonnen hatte und Schweden sechs. Auf Ungarn trafen die deutschen Athleten dagegen zum ersten Mal. Im Gesamtresultat der beiden Wettbewerbe dieser Veranstaltung lag Ungarn mit 39 Punkten vorn. Die bundesdeutsche Mannschaft erreichte sieben Punkte dahinter Rang zwei. Schweden belegte weitere elf Punkte zurück ziemlich abgeschlagen Rang drei. Auch die Frauen traten am selben Tag und selben Ort zu ihrem ersten eigenen Länderkampf im Gehen an.

## Geher-Länderkampf der Frauen gegen Schweden
Im vierten Vergleich der Saison 1976 gab es eine Premiere. Zum ersten Mal führten auch die bundesdeutschen Geherinnen einen eigenen Länderkampf durch. Das Gehen für Frauen stand erst ganz am Anfang seiner Entwicklung, diese Sportart musste sich im Frauenbereich noch durchsetzen. Bei Olympischen Spielen gab es 1992 in Barcelona zum ersten Mal einen Geher-Frauenwettbewerb, bei Europameisterschaften war das 1986 in Stuttgart zum ersten Mal der Fall. Gegnerinnen des bundesdeutschen Teams am 23. Mai in Rhede waren Sportlerinnen aus Schweden. Die bundesdeutschen Athletinnen waren den Schwedinnen am Ende hoffnungslos unterlegen, Schweden siegte mit 76 zu sechs Punkten.

## Leichtathletik-Länderkampf der Männer gegen die Sowjetunion
Im fünften Vergleich der Saison 1976 gab es als ersten Länderkampf des Jahres mit dem allgemeinen leichtathletischen Programm das siebte Aufeinandertreffen mit der Sowjetunion als eine der stärksten Leichtathletiknationen Europas. Ausgetragen wurden die Wettkämpfe am 29./30. Mai in der bayerischen Landeshauptstadt München. Außer der ersten Begegnung 1958 in Augsburg hatte die UdSSR alle weiteren Vergleiche für sich entschieden. Auch diesmal gab es mit 197 zu 231 Punkten wieder eine deutliche Niederlage für die Bundesrepublik Deutschland. Gleichzeitig trafen sich am selben Ort auch die Frauen der beiden Nationen zu einem Länderkampf, zu dem sich Bulgarien als drittes Team dazu gesellte.

## Leichtathletik-Länderkämpfe der Frauen gegen die Sowjetunion und gegen Bulgarien
Die Jahresvergleiche Nummer sechs und sieben wurden – als einzige in der laufenden Saison – in einer Veranstaltung mit drei Ländern in jeweils getrennten Zweiländerwertungen ausgetragen. Dabei trafen die bundesdeutschen Leichtathletinnen wie ihre männlichen Kollegen am 29./30. Mai in München auf die Sowjetunion, gegen die es in der bisherigen Bilanz zwei zu vier stand. Das zweite gegnerische Team kam aus Bulgarien. Diese Begegnung fand zum ersten Mal statt.
Gegen die UdSSR mussten sich die bundesdeutschen Sportlerinnen wie die Männer erneut geschlagen geben. 117 Punkte erreichte die Bundesrepublik, 145 Punkte die Sowjetunion. Das Aufeinandertreffen mit Bulgarien endete dagegen mit einem Sieg für die bundesdeutschen Frauen mit 75 zu 58 Punkten.

## Geher-Länderkampf der Männer gegen Großbritannien
Im achten Vergleich kam es zum zweiten Länderkampf der männlichen Geher. Am 6. Juni traten sie in Salzgitter gegen Großbritannien an. Mit den Briten hatte es zuvor fünf Zweiländervergleiche gegeben, von denen die Bundesrepublik vier gewonnen hatte und Großbritannien einen. Darüber hinaus hatten 1968 und 1975 zwei Dreiländerkämpfe mit britischer und bundesdeutscher Beteiligung stattgefunden, in denen einmal Großbritannien vor der Bundesrepublik und einmal die Bundesrepublik vor Großbritannien gelegen hatte. Hier in Salzgitter setzte sich die bundesdeutsche Mannschaft mit 25 zu neunzehn Punkten gegen seine britischen Kontrahenten durch.

## Zehnkampf-Länderkampf der Männer gegen Finnland
Der neunte Saisonvergleich bestand in einem Länderkampf der Zehnkämpfer, die zum zweiten und letzten Mal in diesem Jahr zu einem Ländervergleich antraten. In Dortmund traf das bundesdeutsche Team am 6./7. Juni zum ersten Mal in einem Zweiländerkampf der Mehrkämpfer auf Finnland. Zuvor waren sich die Zehnkämpfer beider Nationen 1963 in einem Wettkampf mit sechs Teams begegnet, den die Bundesrepublik vor Finnland gewonnen hatte. Auch in Dortmund gab es mit 23.984 zu 22.759 Punkten einen bundesdeutschen Sieg.

## Marathonlauf-Länderkampf der Männer gegen die Tschechoslowakei, Frankreich und Italien
Im zehnten Vergleich kam es am 12. Juni zum dritten Vierländerkampf im Marathonlauf der Männer zwischen der Tschechoslowakei, der Bundesrepublik, Frankreich und Italien. Das Aufeinandertreffen fand zum dritten Mal statt, die erste Begegnung 1974 hatte die Bundesrepublik für sich entschieden, die zweite war im Vorjahr an die Tschechoslowakei gegangen. Die diesjährige Veranstaltung wurde am 12. Juni im tschechoslowakischen Otrokovice ausgetragen. Die Wertung führte hier zu einem Sieg der italienischen Vertreter, die mit Platzziffer 45 deutlich vorne lagen. Frankreich kam mit Platzziffer 73 auf den zweiten Platz. Nur zwei Punkte dahinter belegte die Bundesrepublik Deutschland Rang drei vor den im Vorjahr siegreichen Tschechoslowaken, die mit Platzziffer 107 Vierter und Letzter wurden.

## Leichtathletik-Länderkampf der Männer gegen die Schweiz
Im elften Vergleich trafen die bundesdeutschen Männer wieder einmal auf die Leichtathleten aus dem Nachbarland Schweiz. Am 9./10. Juli war Zürich Ausrichter dieser Begegnung. Ohne Zählung der Geher-, Straßenlauf- und Zehnkampf-Begegnungen sowie Vergleichen mit mehr als zwei beteiligten Ländern war dies das 31. Aufeinandertreffen der beiden Teams in einem Zweiländerkampf. In fast all diesen traditionellen Wettkämpfen der beiden Nationen hatte Deutschland gesiegt, nur 1955 hatte die Schweiz vorne gelegen, als die Bundesrepublik gleichzeitig noch zwei weitere Vergleiche mit den Niederlanden und mit Dänemark durchgeführt und damit drei verschiedene Teams zu stellen hatte. Auch in diesem Jahr besiegten die bundesdeutschen Vertreter ihre Gegner mit diesmal 116 zu 78 Punkten deutlich. Die Frauen der beiden Länder trugen parallel ebenfalls in Zürich einen eigenen Vergleich aus.

## Leichtathletik-Länderkampf der Frauen gegen die Schweiz
Den Länderkampf Nummer zwölf gestalteten die bundesdeutschen Frauen, die wie ihre männlichen Kollegen am 9./10. Juli in Zürich gegen die Schweiz antraten. Die sechs vorangegangenen Begegnungen waren ausnahmslos an Deutschland gegangen. Auch diesmal bestätigten die bundesdeutschen Leichtathletinnen ihre Überlegenheit gegenüber ihren Schweizer Kontrahentinnen. Mit 65 zu 38 Punkten fiel dieser Erfolg sehr eindeutig aus.
Nach dieser Begegnung gab es eine längere Länderkampfpause, in der in der letzten Juliwoche die Leichtathletikwettbewerbe der Olympischen Spiele stattfanden.

## Straßenlauf-Länderkampf der Männer gegen die Schweiz und die Niederlande
Im dreizehnten Saisonvergleich trafen sich die Straßenläufer aus der Schweiz, der Bundesrepublik Deutschland und den Niederlanden zum nun schon vierzehnten Mal zu einem Dreiländerkampf der Männer. Die Begegnung fand am 4. September in der Schweizer Stadt Ebikon statt und war der einzige Länderkampf im Straßenlauf in diesem Jahr. In den ersten elf vorangegangenen Begegnungen hatten immer die bundesdeutschen Läufer vorne gelegen, doch 1974 und im Vorjahr hatte sich zwei Mal das Team aus der Schweiz vor der bundesdeutschen Mannschaft durchgesetzt. In diesem Jahr konnten die Schweizer Vertreter ihre Serie fortsetzen. In 8:04:51,8 Stunden lagen sie in der Gesamtabrechnung fast vier Minuten vor den zweitplatzierten bundesdeutschen Teilnehmern, die ihrerseits gut sieben Minuten Vorsprung vor den Niederländern auf Rang drei hatten.

## Leichtathletik-Länderkampf der Männer gegen Belgien und die Niederlande
Der vierzehnte und gleichzeitig letzte Saisonvergleich war ein Dreiländerkampf der Männer zwischen Belgien, der Bundesrepublik Deutschland und den Niederlanden mit gemeinsamer Wertung. Am 18. September trafen sich die drei Länder in der belgischen Hauptstadt Brüssel zum fünften Mal in dieser Konstellation. Alle vorangegangenen Begegnungen hatte die Bundesrepublik vor Belgien und den Niederlanden gewonnen. Auch in Zweiervergleichen gegen diese Gegner hatte die Bundesrepublik immer die Oberhand behalten. In diesem Jahr gab es die identische Reihenfolge der vorangegangenen Aufeinandertreffen. Die Bundesrepublik Deutschland siegte mit 166 Punkten vor den dreizehn Punkte zurückliegenden Belgiern. Die Niederlande kam weitere 46 Punkte zurück auf den dritten Platz.